# KÖStV Babenberg Graz
Die Katholische Österreichische Studentenverbindung K.Ö.St.V. Babenberg Graz ist eine katholische Verbindung des Österreichischen Cartellverbands (ÖCV), die 1920 gegründet wurde. Als solche bekennt sie sich zu den vier Prinzipien religio (katholischer Glaube), patria (Vaterland), scientia (Wissenschaft und Bildung) und amicitia (Lebensfreundschaft). Ihr Hochschulort ist Graz.

## Gründungsgeschichte

### Gründungsvorbereitungen
Die beiden Grazer CV-Verbindungen KÖHV Carolina Graz und KÖStV Traungau Graz verzeichneten vor dem Ersten Weltkrieg einen so starken Mitgliederzuwachs, dass Carolina Ende des Sommersemesters (SS) 1914 den Beschluss fasste, eine zweite Tochterverbindung zu gründen. Der Kriegsausbruch stoppte die bereits begonnenen Vorarbeiten.
Nach dem Ersten Weltkrieg drängten die zurückgekehrten Kriegsteilnehmer an die Hochschulen. Der Mitgliederzuwachs führte bei beiden Grazer CV-Verbindungen rasch zur Wiedererlangung der Personalstärke der Vorkriegszeit. Carolina, die im Wintersemester (WS) 1919/20 über einen außerordentlich großen Fuchsenstall verfügte, griff den Gedanken an die Gründung einer dritten CV-Verbindung am Hochschulort Graz wieder auf. Nachdem am 12. März 1920 Otto Junk (Ferdinandea Prag, Carolina) auf dem Burschenconvent (BC) den Teilungsgedanken vorgetragen hatte, bildete sich eine Teilungskommission. Diese besorgte die finanziellen Mittel, mit denen Ende Mai 1920 ein Zimmer im 1. Stock des Carolinenhauses als Heim der Tochterverbindung eingerichtet und die notwendige Couleurausstattung angeschafft wurde. Zu Beginn des SS 1920 zeigte sich innerhalb der Altherrenschaft Carolinas eine starke Strömung gegen die Teilung. Zwar konnten die Gegensätze durch Einsetzung einer zweiten Teilungskommission überbrückt werden, aber am 22. Mai stimmte der Cumulativconvent (CC) dem Teilungsantrag nicht zu. Er ermächtigte jedoch die Teilungskommission, die Arbeiten fortzusetzen, woraufhin der BC am 1. Juni aus drei Vorschlägen den Namen Babenberg auswählte und die Farben festlegte. Die Namensvorschläge lauteten Babenberg, Bajuvaria und Welfia. Der Vorschlag Baders, die Landesfarben der Steiermark, Weiß-Grün in die Farben aufzunehmen wurde wegen der voraussichtlichen Schwierigkeiten mit den Universitätsbehörden wieder verworfen.

### Genehmigung zur Teilung der Carolina
Am 7. Juli 1920 beschloss der CC der Carolina die Gründung der Tochterverbindung Babenberg mit großer Mehrheit. Wegen des nahen Termins der 51. Cartellversammlung in Regensburg konnte der Tagesordnungspunkt „Gründung einer Tochterverbindung Carolinas“ nur noch telegraphisch beim Vorort Vindelicia München angemeldet werden. Wegen der fehlenden schriftlichen Begründung wurde der Antrag vom Vorort ablehnend begutachtet. Ein Rundschreiben der Teilungskommission, die Bemühungen des Carolinenvertreters Richard Lindner (später Winfride) auf der Cartellversammlung und die dort vorgetragene positive Stellungnahme von Traungau Graz führten zur Stimmungsänderung, so dass am 25. August 1920 die Aufnahme Babenbergs als vollberechtigte Verbindung beschlossen wurde.

### Gründungsvollzug
Da auch die akademischen Behörden, die Landesregierung und die Polizeidirektion die eingereichte Satzung bestätigten und das neue Verbindungsheim im Admonterhof, Kaiser-Franz-Josefs Kai, zur Aufnahme Babenbergs ausgestattet war, drängte die Teilungskommission auf die baldige Einberufung des Gründungs-CC, der am 13. Oktober 1920 auf der Carolinenbude zusammentrat. 18 Aktive und sechs Füchse traten zur Tochterverbindung über. Ferdinand Schmölzer wurde erster Senior und Alfons Gorbach, der spätere österreichische Bundeskanzler, erster Fuchsmajor. Bis zu diesem Zeitpunkt konnte die finanzielle Basis der neuen Verbindung durch großzügige Spenden v. a. von kirchlicher Seite sowie von Südtiroler Alten Herren der Carolina gefestigt werden. Anlässlich eines Kommerses der Grazer CV-Verbindungen am 23. Oktober 1920 chargierte Babenberg erstmals und zeigte tags darauf ihre Farben zum ersten Mal beim Sonntagsbummel in der Öffentlichkeit.

## Frühe Geschichte 1920–1938

### Schwierige Erlangung des Aufzugsrechts
Das Aufzugsrecht an der Universität und der Technischen Hochschule, am 7. Oktober 1920 beantragt, wurde zunächst nicht gewährt. Beim Publikationsfest vom 3. bis 5. Dezember 1920 verweigerte der Universitätsrektor Fritz Pregl den Empfang der Festabordnungen mit der Bemerkung, die Empfindlichkeiten der freiheitlichen Korporationen schonen zu wollen. An der Technischen Hochschule verwehrte der Rektor Friedrich Emich den Chargierten Babenbergs den Zutritt, obwohl laut Prorektor das Aufzugsrecht vom Professorenkollegium bereits gebilligt worden war. Erst beim 5. Stiftungsfest im SS 1925 wurde Babenberg erstmals vom Rektor der Technischen Hochschule feierlich empfangen.

### Die 1920er Jahre – Aufbauphase
Im SS 1921 nahm KÖStV Babenberg erstmals an der Fronleichnamsprozession teil. Das WS 1921/22 brachte starken Zuwachs, die Zahl der Aktiven stieg auf 40. Am 10. April 1923 konstituierte sich der Altherrenverband.
1924 kam es auf Initiative des Hochschulprofessors Wilhelm Kosch (Gründer der späteren CV-Verbindung Nibelungia Brünn, heute Darmstadt) vorübergehend zu Überlegungen, gemeinsam mit Aenania München eine Tochterverbindung in Graz zu errichten. Im WS 1924/25 gründete Kosch Suevia auf dem Waldhof, zu der zwei Babenberger übertraten; da die Verbindung nicht in den CV aufgenommen wurde, trat sie dem RKDB bei. Die Suevia auf dem Waldhof driftete in Folge immer mehr ins rechte Lager ab.
In den Sommerferien 1927 wurde die Bude renoviert. Im WS 1927/28 erhielt die Verbindung das Recht, hellgrüne Mützen im steifen Format zu tragen. Da wenige Tage vor dem Auftreten Babenbergs die Landsmannschaft Viruna in grauen steifen Tellermützen auftrat, sah sich Babenberg gezwungen, das Grau in Graugrün abzuändern; die grauen Pekeschen wurden durch schwarze ersetzt. Im SS 1929 kam es beim 9. Stiftungsfest zu einer Schlägerei mit freisinnigen Studenten, die das Fest stören wollten.

### Die 1930er Jahre
Im Juni 1930 feierte Babenberg das 10. Stiftungsfest, in dessen Rahmen das Ehrenband an Fürstbischof Pawlikowski verliehen wurde.
Im SS 1931 erhielt Babenberg erstmals Zuzug reichsdeutscher Studenten. In Hinblick auf den Nationalsozialismus bekannte sich Babenberg zu Österreich und duldete keine NSDAP-Anhänger in ihren Reihen. Infolge der sich verstärkenden Auseinandersetzungen mit den nationalen Korporationen kam es im November 1932 zu mehrtägigen Zusammenstößen zwischen katholischen und nationalen Studenten, in deren Zuge zwei Babenberger schwer verletzt wurden.
Am 17. Mai 1933 wurde beschlossen, dem diktatorisch regierenden Bundeskanzler Engelbert Dollfuß das Band zu verleihen, feierlich überreicht am 6. Juli 1933 im Hotel „Steirerhof“. Mit dem 10. Juli 1933 schloss sich Babenberg in Abschaltung vom CV dem gleichzeitig gebildeten 3. ÖCV an. Als 1934 Glückauf Leoben nach Graz verlegt wurde, stellte Babenberg drei Aktive zu ihr ab. 1935 hatte Babenberg bereits 147 Mitglieder, wobei der Anteil der steirischen Aktiven und Alten Herren bedeutend höher war, als jener der anderen steirischen CV-Verbindungen. Von 1935 bis zum Verbot 1938 war Christian Albrecht Philistersenior.
Nach der Rücktrittsrede von Dollfuß-Nachfolger Kurt Schuschnigg am Abend des 11. März 1938 und dem bevorstehenden „Anschluss“ an das Deutsche Reich konnten in einer Nacht-und-Nebel-Aktion noch Verbindungsutensilien in Sicherheit gebracht werden, bevor die SA die Bude besetzte und das Budeninventar beschlagnahmte. Die Fahne der Babenberg hat die Kriegsereignisse gut verpackt in einem Kohlenkeller in Wien überlebt. Am 10. Juni 1938 wurde der ÖCV und mit ihm Babenberg behördlich aufgelöst. Babenberg nahm jedoch noch bis zum Jahresende 1938 Burschungen vor; die Aktiven versammelten sich regelmäßig in verschiedenen Gaststätten. Neuaufnahmen wurden aber nicht mehr getätigt.
Ab Ende 1938 dezimierten Einberufungen die Aktivitas. Mit Kriegsausbruch erlosch der Verbindungsbetrieb in Graz endgültig, während in Wien einige Grazer Babenberger um Hans Schifko 1942, 1943 und 1944 das Stiftungsfest im Untergrund feierten. Schifko hielt auch auf schriftlichem Wege Kontakt zu den Bundesbrüdern. 1945 wurde der Admonterhof durch Bomben teilweise zerstört.

## Neuere Geschichte nach 1945

### Wiederaufbau und nochmaliges Verbot
Als sich im Sommer 1945 immer mehr Babenberger in Graz zusammenfanden, festigte sich der Wille zur Rekonstituierung. Am 29. August 1945 wurde hierzu ein vorbereitender Ausschuss eingesetzt, der sich aus Franz Thaller als Vorsitzenden, Alois Georg Maitz, Karl Wallner und Karl Friedl zusammensetzte. Es erfolgte die Gründung eines Katholischen Akademikervereins Babenberg, der am 25. September 1945 polizeilich genehmigt wurde und im Gasthaus „Winterbierhaus“, Burggasse 15, ein Heim fand.
Am 17. Oktober 1945 erfolgte die Wiedererrichtung des Altherrenverbandes, am 28. November 1945 die Reaktivierung der Babenberg, sodass das 25. Stiftungsfest am 15./16. Dezember 1945 bereits wieder gefeiert werden konnte.
Am 21. Dezember 1945 verbot die britische Militärregierung überraschend alle Verbindungen in der britischen Zone, zu der auch die Steiermark gehörte. Erst nach dem Einsatz von u. a. Bundeskanzler Leopold Figl wurde dieses Verbot am 9. Oktober 1946 wieder aufgehoben. Babenberg versuchte zwischenzeitlich unter dem Dach des Österreichischen Turn- und Sportvereins Graz, dem viele ihrer Mitglieder angehörten, den Betrieb weiterzuführen. So entstand am 20. März 1946 eine von Babenbergern getragene Kultursektion dieses Vereins, die am 3. April 1946 einen eigenen Ausschuss erhielt. Regelmäßige Zusammenkünfte mit kulturellen Vorträgen und Schulungsabende der jüngeren Mitglieder trugen zu einem engen Zusammenhalt bei.

### Erfolgreicher zweiter Wiederaufbau
Nach der Wiederzulassung von Verbindungen beschloss am 16. Oktober 1946 die vorgeschriebene Hauptversammlung die Wiederbegründung von Altherrenverband und Aktivitas. Die Bildung beider Vereinigungen wurde sicherheitsbehördlich am 1. Dezember 1946 nicht untersagt. Zu diesem Zeitpunkt umfasste der Altherrenverband 112 Mitglieder, von denen 50 in Graz lebten, die Aktivitas 31 Inaktive, 20 Aktive, darunter elf Füchse und neun Bandinhaber. Pfingsten 1948 feierten die drei Grazer CV-Verbindungen ihre Stiftungsfeste gemeinsam. Im März 1949 wurde eine Couleuränderung beschlossen; die Babenberger entschieden sich für eine taubengraue halbschlappe Mütze, ähnlich der Mütze vor 1928.
1953 konnte Babenberg gemeinsam mit Traungau Graz eine Flucht großer Räume im Palais Attems nach Instandsetzung, beziehen. In den Jahren 1958/59 hatte Babenberg so viele Neuzugänge, dass der Fuchsenstall über 30 Füchse umfasste. Als im Juni 1961 mit Albertina die vierte Grazer CV-Verbindung ins Leben gerufen wurde, stellte Babenberg drei Gründungsburschen ab.
1962 schlug die Verbindung aus Anlass der Wahl ihres Bundesbruders Alfons Gorbach zum österreichischen Bundeskanzler einen Festkommers im Brauhaus Puntigam.
1963/64 hatte Babenberg den ÖCV-Vorort inne und richtete unter VOP Otto Insam im Juni 1964 in Graz die VI. CVV aus. Der 1965 gegründete Babenberg-Chor nahm ab 1967 regelmäßige Chorproben auf; er trat in der Folgezeit bei Verbindungsanlässen und in der Öffentlichkeit auf.

### Heimerwerb und Konsolidierung
Ab 1970 beteiligte sich Babenberg an der Errichtung des Hauses Schießstattgasse 3. Das dritte Obergeschoss erwarb der Verein „Katholische Aktion Babenberg“, das erste Obergeschoss die Altherrenschaft Babenbergs. Der neu gegründete Verein „Studentenhilfe Babenberg“ übernahm schließlich das zweite und das dritte Obergeschoss als Studentenwohnheim. Der Bezug erfolgte im Herbst 1973, die Einweihung beim 54. Stiftungsfest am 15. Juni 1974. Von 1984 bis 1989 erfolgte in mehreren Schritten eine Generalsanierung; die Außenfassade wurde 1993 renoviert.
1978 beschäftigte sich Babenberg mit der Frage der Aufnahme von Mädchen; die Verbindung blieb bei ihrer schon früher getroffenen ablehnenden Haltung. 1980 konnte beim 60. Stiftungsfest festgestellt werden, dass Babenberg mit durchschnittlich 70 bis 80 Studierenden und 270 Alten Herren in den letzten Jahren zur stärksten Grazer CV-Korporation herangewachsen war (und bis zumindest 1996 blieb) und zu den fünf größten ÖCV-Verbindungen zählte.
1987–1989 stellte der ÖCV mit dem Babenberger Reinhard Haberfellner zum ersten Mal den Rektor der Technischen Universität Graz.

## Bekannte Mitglieder
- Leopold Babitsch (1903–1960), Nationalratsabgeordneter 1945–1960, Vorsitzender des Bundesrates 1958, Bauernbunddirektor
- Karl Heinz Dernoscheg (* 1959), Direktor der Wirtschaftskammer Steiermark, Ehrenmitglied (2014)
- Heinrich Gleißner, (1893–1984), Jurist und Politiker (CS, VF, ÖVP), Landeshauptmann von Oberösterreich (1934–1938, 1945–1971), Ehrenphilister (1950)
- Alfons Gorbach (1898–1972), KZ-Häftling in Dachau, nach dem Krieg ÖVP-Mitglied und österreichischer Bundeskanzler von 1961 bis 1964, Gründungsmitglied
- Reinhard Haberfellner (1942–2020), Wirtschafts- und Organisationswissenschafter, Rektor der TU Graz[24]
- August Janisch (* 1942), Zisterzienser in Rein, als Pfarrer in Hartberg erstes Briefbombenopfer von Franz Fuchs[25]
- Julius Kainz (1935–2016), Geschäftsführer (1991–2000) und Herausgeber (1995–2005) der Tageszeitung Die Presse, Ehrenmitglied
- Hanns Koren (1906–1985), Professor an der Karl-Franzens-Universität Graz, Nationalratsabgeordneter, steirischer Landesrat und Landtagspräsident; Begründer des Festivals Steirischer Herbst, Ehrenmitglied (1956)
- Josef Krainer senior (1903–1971), langjähriger Landeshauptmann der Steiermark, Ehrenmitglied
- Robert Krasser (1882–1958), Pädagoge und Politiker, Ehrenphilister (1936)
- Franz Lackner (* 1956), Franziskaner, 2002 Weihbischof der Diözese Graz-Seckau, 2013 Erzbischof von Salzburg, Ehrenmitglied[26]
- Reinhold Lopatka (* 1960), Jurist, mehrmaliger Staatssekretär der Republik Österreich, Ehrenmitglied[27]
- Karl Maitz (* 1939), Abgeordneter zum Nationalrat a. D., Ehrenmitglied (1999)
- Wolfgang Mantl (1939–2022), Politikwissenschaftler und Jurist, Herausgeber der Studien zu Politik und Verwaltung, Ehrenphilister (2000)
- Friedrich Niederl (1920–2012), Politiker (ÖVP), Landeshauptmann der Steiermark und Jurist, Ehrenmitglied (1974)
- Aelred Pexa (1904–1974), Abt des Stiftes Rein (1954–1971), Hochschulprofessor (Moraltheologie) und Ordenspriester (SOCist)
- Klaus Poier (* 1969), Politikwissenschaftler und Verfassungsjurist, Universitätsprofessor an der Karl-Franzens-Universität Graz
- Rupert Roth (1903–1978), Politiker (ÖVP) und Abgeordneter im Österreichischen Nationalrat (1949–1961), Ehrenmitglied (1948)
- Helmut Schatz (* 1937), Internist und ehemaliger Klinikdirektor
- Ferdinand Stanislaus Pawlikowski (1877–1956), letzter Fürstbischof von Seckau, 1943 Päpstlicher Thronassistent und Römischer Graf, nach seinem Rücktritt 1954 erster Titularerzbischof von Velebusdus, Ehrenmitglied
- Anton Rintelen (1876–1946), steirischer Landeshauptmann, beteiligt am Juliputsch 1934[28], Ehrenmitglied, nach dem Putsch ausgeschlossen[29]
- Hanns Sassmann (1924–1997), Verleger, Leiter der Styria Media Group (1964–1994), Herausgeber der Wochenzeitung Die Furche (1976–1994), Ehrenmitglied (1988)
- Karl Maria Stepan (1894–1972), Politiker, Landeshauptmann der Steiermark (1934–1938), Ehrenphilister (1935)
- Josef Stöffler (1910–2001), Wirtschaftsbunddirektor, Vizebürgermeister und Ehrenbürger der Landeshauptstadt Graz, Messedirektor[30]
- Erwin Wenzl (1921–2005), Genossenschaftsangestellter und Politiker (ÖVP), Landeshauptmann von Oberösterreich (1971–1977), Ehrenphilister (1974)